# Canal San Bovo
Canal San Bovo és un municipi italià, dins de la província de Trento. L'any 2007 tenia 1.652 habitants. Limita amb els municipis de Castello Tesino, Cinte Tesino, Imer, Lamon (BL), Mezzano, Pieve Tesino, Predazzo, Siror, Sovramonte (BL) i Ziano di Fiemme.

## Administració
| Període | Identitat    | Partit        |
| ------- | ------------ | ------------- |
| 2005-   | Luigi Zortea | Llista cívica |